# پامپوو
پامپوو (به آلمانی: Pampow) یک شهر در آلمان است که در لودویگسلوست-پارشیم واقع شده‌است. پامپوو ۲٬۹۳۰ نفر جمعیت دارد.